# فلسطين في الألعاب البارالمبية الصيفية 2000

نافست فلسطين لأول مرة في الألعاب البارالمبية في دورة الألعاب البارالمبية الصيفية 2000 المنعقدة في سيدني، أستراليا من 18-29 أكتوبر 2000. حيث أرسلت اللجنة البارالمبية الفلسطينية لاعبين، حيث فاز أحدهما بميدالية برونزية في رياضة دفع الثقل.

## جدول الميداليات
| الميدالية | اسم اللاعب | الرياضة     | الرياضة   |
| --------- | ---------- | ----------- | --------- |
| برونزية   | حسام عزام  | ألعاب القوى | دفع الثقل |